# 馬達加斯加語維基百科
馬達加斯加語維基百科是網路百科全書維基百科協同寫作計劃的马达加斯加語版本。由非營利組織維基媒體基金會创立于2004年4月。截止到2024年8月31日，此站条目已经达到98025篇，有33856名註冊用戶，其中活躍用戶45名，管理員3名。